# Stronghold: Crusader
Pour les articles homonymes, voir Crusader.
Vous pouvez aider à l'améliorer ou bien discuter des problèmes sur sa page de discussion.
- Il ne cite pas suffisamment ses sources. Vous pouvez indiquer les passages à sourcer avec {{référence nécessaire}} ou {{Référence souhaitée}}, et inclure les références utiles en les liant aux notes de bas de page. (Marqué depuis mars 2017)
- Il doit être recyclé. La réorganisation et la clarification du contenu sont nécessaires. (Marqué depuis mars 2017)

- Archive Wikiwix
- Bing
- Cairn
- DuckDuckGo
- E. Universalis
- Gallica
- Google
- G. Books
- G. News
- G. Scholar
- Persée
- Qwant
- (zh) Baidu
- (ru) Yandex
- (wd) trouver des œuvres sur Wikidata

Stronghold Crusader est un jeu vidéo de stratégie en temps réel dérivé de Stronghold, sorti en 2002. Il est développé par Firefly Studios et édité par Gathering of Developers.
Stronghold Crusader présente de grandes similitudes avec Stronghold, le principal changement est le fait qu'au lieu d'être situé en Angleterre, celui-ci se déroule maintenant dans le désert du Moyen-Orient durant la période des croisades. Un autre changement notable est l'ajour des escarmouches permettant d'affronter l'IA dans de nombreuses missions.
Il est suivi par Stronghold 2, sorti en 2005. Des versions étendue (Stronghold Crusader Extreme) et haute définition (Stronghold Crusader HD) sont sorties respectivement en 2008 et 2012, et un nouveau remake (Definitive Edition) est prévu pour l'été 2025.

## Système de jeu

### Principes de base
Stronghold Crusader, comme son prédécesseur, est un jeu de stratégie en temps réel avec des éléments de city-builder. Le système de combat est centré sur les batailles entre les Seigneurs, sur des cartes pouvant contenir jusqu'à 8 participants. Les emplacements des donjons sont déjà déterminés à l'avance. La carte étant visible dans son ensemble, on peut très bien observer le Seigneur IA en train de construire son château et ses unités. Lorsque les châteaux sont proches, on peut participer à des batailles entre les châteaux-forts.

### Évolution par rapport àStronghold
Stronghold se situait dans les plaines médiévales d'Europe. À l'inverse, Stronghold Crusader se situe dans le désert de l'Arabie, changeant radicalement de décor. Le style visuel des bâtiments est ainsi différent. Mais le plus gros changement est le placement des fermes, qui ne peuvent être mises que sur des oasis. Il existe des cartes avec beaucoup d'oasis, d'autres sans oasis, et d'autres encore où il faudra se battre pour acquérir les oasis disponibles. Cette nouveauté par rapport à Stronghold, où il y avait bien plus de terres fertiles, impose une nouvelle difficulté.
Contrairement au principe du jeu Stronghold, le joueur se développe en même temps que l'ennemi. 
Dans Stronghold Crusader, les problèmes gestionnaires de Stronghold ont été largement revus à la baisse, notamment lors de la création d'infrastructures. La plupart des bâtiments demandent en effet beaucoup moins de ressources pour se construire :
- L'armurerie ne demande maintenant plus que 5 planches de bois pour se construire.
- Le marché, qui coûtait 15 unités de bois dans Stronghold, n'en demande plus que 5.
- Il n'y a plus de caserne en bois ou de mur en bois. Ces derniers sont remplacés par des murs bas, beaucoup moins coûteux en pierres que les murs conventionnels de taille normale.
- L'auberge, qui demandait 50 unités de bois, n'en demande plus que 20, mais demande aussi 100 pièces d'or au lieu de 25.
- Une nouvelle tour est disponible : la tour de guet. Il s'agit d'une tour très grande, de style arabe, qui ne peut supporter que cinq unités. Elle est très peu résistante, mais améliore sérieusement la portée de tir.

#### La popularité
Comme dans Stronghold, le joueur doit entretenir sa popularité pour ne pas voir ses gens quitter le château vers des contrées plus accueillantes. La popularité d'un seigneur est comprise entre 0 et 100. Si elle passe en dessous de la barre des 50 points, les gens quittent le château, et inversement si elle reste au-dessus. Il convient donc de bien gérer les différents facteurs afin de garder une économie stable et des recrues disponibles pour lever une armée.
- La nourriture peut avoir un impact sur la popularité en fonction des rations distribuées aux serfs. Plus les rations sont faibles, plus la popularité en pâtit, plus elles sont fortes, plus elle en profite. Des rations "normales" n'ont en revanche aucun effet sur la popularité. La variété des aliments consommés peut aussi apporter un bonus supplémentaire.
- Les impôts peuvent être définis par le joueur à partir du donjon. Plus les impôts augmentent, plus la popularité en pâtit, mais en contrepartie les caisses du château se remplissent plus ou moins rapidement en fonction du montant des taxes exigées. A contrario, le joueur peut verser des pots-de-vin à ses serfs : ses caisses vont se vider mais sa popularité va augmenter plus ou moins rapidement en fonction de sa générosité.
- L'exploitation de bière rapportait un bonus de popularité allant jusqu'à +4 dans Stronghold. Dans Stronghold Crusader, ce chiffre a été revu à la hausse, puisqu'on peut atteindre un bonus allant jusqu'à +8 points. Ce chiffre varie en fonction de la capacité des tavernes à couvrir une partie plus ou moins grande de la population : plus les gens sont nombreux à avoir accès aux tavernes, plus le joueur gagne en popularité.
- La religion, principale raison d'exister des croisades, peut rapporter un bonus de +10 points. La simple construction d'une église rapporte d'office un point supplémentaire, tandis que la construction d'une cathédrale ajoute encore un bonus supplémentaire de 2 points. Chaque édifice religieux envoie un prêtre bénir les habitants du château. Plus le pourcentage de serfs bénis est important, plus la popularité augmente.
- Le facteur de peur n'a pas changé depuis Stronghold : les édifices de bon augure ou embellissements peuvent rapporter jusqu'à +5 points et augmentent en plus l'efficacité des soldats au combat. En contrepartie, les serfs seront moins actifs au travail et la productivité des industries aura tendance à en pâtir. A contrario, les édifices de mauvais augure nuisent à la popularité du joueur et rendent les troupes moins efficaces au combat. En revanche, les serfs redoublent d'effort au travail et les industries peuvent devenir deux fois plus productives qu'à la normale.
- Si le nombre de serfs vivant au château excède la capacité maximum des logements construits, il y a surpopulation. La popularité peut alors être plombée rapidement. Ce phénomène ne peut être observé que dans des conditions bien particulières, comme la destruction d'une maison ou la démobilisation de soldats.

### Modes de jeu
La durée de vie de Stronghold Crusader est longue, et dépasse largement la durée de jeu de Stronghold[réf. nécessaire].
Stronghold Crusader propose quatre campagnes historiques. Chacune de ces campagnes comporte 5 missions, soit un total de 20 missions. Ces campagnes proposent de retracer les quatre premières croisades.
Outre ces 20 missions, le cœur du jeu repose sur un mode de jeu intitulé Piste du Croisé. La "Piste du Croisé" est une longue série d'escarmouches comprenant 50 parties de combat, dont la plupart ont été estimées comme difficiles. Stronghold Crusader, en plus d'être un jeu long, est un jeu relativement dur.
En plus des 70 missions disponibles, le joueur peut également créer de nombreuses parties dans les conditions de départ qu'il veut, avec les ennemis qu'il veut, dans le mode Parties personnalisées. Ainsi, on peut s'entraîner et améliorer son style de combat, ou bien encore s'amuser à relever de nouveaux défis.
Enfin, tout comme Stronghold, Stronghold Crusader propose également des parties multijoueurs. On peut y jouer directement à partir du menu Multijoueurs, mais les développeurs conseillent d'utiliser le logiciel GameSpy Arcade, proposé lors de l'installation du jeu, pour pouvoir efficacement y jouer avec des joueurs du monde entier.

#### Les campagnes historiques
On peut jouer quatre campagnes de cinq missions chacune qui permettent de gérer un château, manier la défense, amasser des ressources en peu de temps, et utiliser les unités arabes.

#### Le mode Crusader
La principale innovation de Stronghold Crusader par rapport à Stronghold réside certainement en cette possibilité de jouer des parties d'escarmouche. Dans Stronghold, le joueur était toujours seul sur la carte à entretenir son château et à devoir protéger son seigneur des attaques ennemies. Des unités contrôlées par l'IA pouvaient cohabiter avec lui, mais elle restait inactive au niveau de la gestion, ne recrutait aucune troupe et ne construisait aucun bâtiment supplémentaire. Dans Crusader, jusqu'à 7 seigneurs contrôlés par une IA optimisée, capables de gérer leur forteresse, de lever des armées de leur propre chef et de lancer des attaques au moment qui leur semble opportun, peuvent se retrouver sur la même carte que le joueur, et peuvent communiquer avec lui via des messages (accompagnés de petites cinématiques dans un coin de l'écran). Tous les seigneurs présents dans une partie d'escarmouche, le joueur compris, sont membres inamovibles d'une équipe constituée lors de l'établissement des conditions de départ (ils peuvent aussi rester solitaires). 2 à 8 seigneurs, membres ou non d'équipes aux effectifs plus ou moins importants, peuvent ainsi se retrouver confrontés les uns aux autres. L'équipe et/ou le seigneur victorieux remporte(nt) la victoire.
Les escarmouches peuvent être jouées de deux manières différentes :

##### La piste du croisé
Il s'agit d'une série de 50 parties en mode "escarmouche" aux objectifs prédéfinis. La difficulté augmente bien sûr d'une mission à l'autre, mais quelques-unes plus faciles que d'autres viendront progressivement se glisser entre les parties les plus difficiles, en particulier vers la fin du parcours.
Lorsqu'il arrive sur le menu de la piste du croisé, le joueur se retrouve face à un plateau sur lequel il peut déplacer un petit soldat croisé animé d'une case à une autre en suivant une ligne. Chaque escarmouche réussie peut être rejouée autant de fois que voulu. En outre, 3 "poules" sont disponibles pour "sauter" les missions que le joueur n'aurait pas envie de remplir. La poule déposée ne pourra être récupérée qu'après avoir remporté l'escarmouche sur laquelle elle se trouve. Les conditions de départ de chaque escarmouche (nombre et types d'ennemis, équipes, or disponible en début de partie et positions des seigneurs sur la carte) sont exposées sur un écran intermédiaire que le joueur peut afficher en validant son choix sur le plateau évoqué ci-dessus. Il peut alors décider de commencer la partie ou de faire marche arrière pour en choisir une autre.
L'objectif est toujours le même : rayer tous les ennemis de la carte ; les situations ne varient qu'en fonction de la carte et de ses propriétés, de la position des différents seigneurs sur celle-ci, des biens de départ et de la constitution des équipes. Le nombre d'ennemis et d'alliés peut ainsi varier, de même que le nombre d'équipes. De manière générale, les cartes sont très différentes les unes des autres, et certaines imposeront au joueur de l'emporter avec peu de ressources à sa disposition. En outre, les positions des différents seigneurs sont très variables : alliés comme ennemis peuvent être plus ou moins proches du point de départ du joueur. Ces différents facteurs influencent grandement la difficulté d'une escarmouche donnée.

##### Le mode Partie personnalisée
On peut choisir la carte, les adversaires (de un à sept) et certaines variables (or, soldats). On peut également choisir d'incarner un Européen ou un Arabe.

#### Le mode Construction libre
Ce mode permet de construire un château avec pour seule contrainte les ressources disponibles. On peut donc bâtir une ville aux proportions gigantesques par rapport aux forteresses habituelles, tout en ayant la possibilité de faire apparaitre des menaces à notre guise (touche F1) telles que des hordes de massiers ou d'archer montés, ou encore des animaux sauvages, la peste ou même le feu. Intéressant pour ceux qui préfèrent gérer l'économie au militaire.

#### Le mode multijoueur
Pour jouer à Stronghold Crusader en ligne, il est nécessaire d'utiliser un logiciel tel GameRanger, le logiciel GameSpy Arcade fourni par l'éditeur étant obsolète.

### Unités

#### Les unités croisées
Les unités croisées proposées sont exactement les mêmes que celles de Stronghold. Deux modifications minimes sont toutefois perceptibles : les spadassins et les chevaliers ont un accoutrement différent. Vêtus de vêtements amples blancs ornés de croix rouges, ils ne sont pas sans rappeler les chevaliers templiers, membres d'un ordre de moines guerriers très actif durant les premières croisades.

#### Les unités arabes
Stronghold permettait d'utiliser une vingtaine de troupes environ. Dans Stronghold Crusader, ces troupes sont communément appelées les unités européennes. On peut également former d'autres troupes, dans un camp de mercenaires, qui, elles, sont appelés unités arabes. Elles ne nécessitent que de l'or pour se former, dont en voici une liste exhaustive :
- L'esclave : Encore plus faible que le lancier, l'esclave est un kamikaze embauché pour une bouchée de pain. Étant torse nu, il suffit d'une pichenette pour le tuer. L'esclave ne peut être utile qu'en grand nombre, et a pour vocation d'incendier les constructions ennemies. Il porte en effet toujours avec lui une torche enflammée qu'il utilise pour brûler les constructions adverses. L'esclave peut ainsi se révéler très nuisible au développement, et est principalement utilisé par le Serpent et le Calife.
- Le frondeur: Unité faible dont les membres se battent avec une fronde, ils peuvent tenir 2 flèches d'archer monté et d'archer européen/arabe et 1 carreau d'arbalétrier, ils sont inutiles au corps à corps et ne peuvent pas reboucher les douves, ils sont utilisés par le serpent
- Le lanceur de feu : dangereux adversaire, le lanceur de feu lance des grenades de feu grégeois sur ses ennemis, afin de les faire brûler. Placé sur des murailles et en grand nombre, le lanceur de feu s'avère redoutable contre des unités lentes, comme les esclaves. Sa résistance au corps à corps est cependant inexistante.

Il peut aussi incendier les fosses à brai.
- L'archer arabe : équivalent arabe de l’archer européen, l’archer arabe dispose des mêmes caractéristiques, mais dispose d'une résistance un tantinet améliorée, et d'une précision elle aussi légèrement meilleure.
- Assassins Unité furtive, ils ne sont visibles que lorsqu'elles sont à proximité d'une unité ennemis, ils sont puissants au corps à corps et peuvent grimper les murs.
- L'archer monté : nouvelle troupe de combat qui ne fait pas du corps à corps, l'archer monté est un expert du tir, tirant en même temps qu'il se déplace sur son cheval. Il est ainsi difficile de le tuer, et s'impose donc comme une unité très dangereuse. Il a également quelques aptitudes au corps à corps, mais n'est pas un expert dans ce domaine. Il faut cependant faire attention aux fermiers en chaleur qui pourraient atterrir devant ces troupes, les immobilisant alors le temps que les fermiers se fassent tuer.
- Le spadassin arabe : le spadassin arabe est loin d'être aussi performant que le spadassin européen. Un spadassin européen tuera en effet sans peine un spadassin arabe, qui dispose d'une armure moins performante que l'armure européenne. Il se déplace néanmoins plus vite que le spadassin européen, et est donc en conséquence une unité de combat aux compétences moyennes.
- La baliste incendiaire : unique arme de siège arabe, la baliste incendiaire nécessite deux ingénieurs (appelés engégnieurs dans le jeu) pour fonctionner correctement. Il s'agit d'une baliste mobile, c'est-à-dire que l'on peut la déplacer où l'on veut, même si elle n'est pas très rapide. Elle a une longue précision, mais inférieure à celle de la baliste européenne. La baliste incendiaire peut également enflammer des bâtiments, déclenchant un terrible incendie.

### Personnages
Huit Seigneurs sont disponibles, chacun ayant des tactiques militaires et des structures de châteaux différentes. On retrouve notamment les quatre tyrans de Stronghold, mais également plusieurs "nouveaux", certains historiquement connus, d'autres non. Huit seigneurs sont disponibles dans la version de base du jeu, trois autres peuvent être téléchargés librement via le site des développeurs, et cinq autres encore sont disponibles dans le pack Stronghold Warchest, qui n'a été commercialisé qu'aux États-Unis. Des joueurs ont toutefois trouvé le moyen d'intégrer ces nouveaux personnages en ajoutant les fichiers qui leur correspondent dans le répertoire du jeu.

#### Les huit seigneurs de base
Le Rat est un pitoyable ennemi qui utilise principalement des poignées de lanciers et d'archers européens sans aucune arme de siège lors de ses offensives. Son château est petit et sans tour. Son absence totale de stratégie et la faiblesse de ses troupes en fait l'ennemi le moins redouté du jeu. Néanmoins, son développement est très rapide.
Le Serpent est une version guerrière du Rat. Ce seigneur est sournois et lâche. Il utilisera principalement des archers européens, des lanciers en grand nombre et des frondeurs ainsi que de nombreux esclaves. De plus il utilisera une ou deux catapultes pour assiéger les forteresses. Son château est petit et comporte de nombreuses petites tours d'enceinte entourées généralement de douves. Malgré cela, le courage lui manque au combat et il a l'habitude de rapidement battre en retraite lorsque la bataille tourne à son désavantage.
Le Porc est une brute épaisse. Son avidité pour l'or le pousse à mener des assauts avec les plus réduites armes de siège.
Son utilisation permanente de massiers et d'arbalétriers le rend redoutable même s'il a tendance à éparpiller son armée pour protéger ses élevages agricoles et ses exploitations. Sa force militaire reposant sur la production d'armures en cuir, d’arbalètes et de masses, il est assez facile de l'affaiblir économiquement. La structure de son château le rend assez difficile à assiéger car il a l'habitude de construire une tour carrée qui n'a pas d’accès direct avec son rempart et qu'il garnit d'arbalétriers.
Le Loup est l'un des ennemis les plus redoutés du jeu. Cruel et rusé, il n’hésite pas à accabler sa population. Il compense le malus de son facteur peur en utilisant la bière et la double ration pour élever sa popularité. Son infanterie est composée de piquiers et de spadassins croisés, tandis qu'il utilise des arbalétriers, des archers arabes, des archers montés ainsi que des balistes et mangonneaux pour protéger son imposante forteresse (qui est l'une des plus grandes du jeu) et ses exploitations. Il utilise de nombreuses armes de siège aussi bien pour la défense que pour l'attaque. Son vaste château est assez difficile à assiéger, composé de grandes tours carrées est de nombreuses enceintes ainsi que de nombreuses douves. Son talon d’Achille est sa lenteur, le Loup utilisant toutes ses réserves pour construire sa forteresse. Il est ainsi facile de s'en débarrasser au début du jeu.
Saladin est un adversaire rusé. Son armée étant composée uniquement de spadassins arabes et d'archers montés, il utilisera de nombreuses catapultes, des trébuchets et des balistes incendiaires lors de ses offensives. Il ne se rue jamais directement au combat, attendant le moment propice pour vaincre ses ennemis. Sa forteresse est bien protégée. Son château est composé de deux grandes tours rondes à l'avant garnies de balistes et de mangonneaux ainsi que de nombreux archers arabes. Des douves entourent sa forteresse. L’intérieur est rempli de dizaines de bâtiments de transformation alimentaire, d'ateliers et de masures très proches les uns des autres. Il a un facteur peur positif, ce qui lui permet de lever de nombreux impôts et de lever rapidement son armée. Ses forces se battent aussi avec plus d'ardeur. Néanmoins, on peut le mettre en difficulté en brulant les bâtiments extérieurs de son château et le feu se propagera très rapidement dans son château, provoquant un grand incendie.
Richard Cœur de Lion n'a pas son pareil pour assiéger des forteresses. Utilisant aussi bien des catapultes, béliers, trébuchets et tunneliers, ses assauts sont redoutables. Son infanterie est composée de spadassins croisés, de piquiers et de chevaliers et sont assez difficiles à tuer. Sa force militaire est principalement tournée vers l'offensive et sa défense est donc facile à percer. En effet, Richard Cœur de Lion n'utilise qu'une poignée d'archers européens et d’arbalétriers pour protéger sa forteresse.
Toutefois, il a un facteur peur positif et ses troupes ont donc un bonus au combat. Son économie repose énormément sur le commerce d'armes et la vente de pierres et de fer.
Le Sultan est un seigneur plus poète que guerrier. Son château est circulaire et parsemé de tour de guet. Il utilise principalement des frondeurs et quelque archers pour défendre sa forteresse. Il envoie en vague successive des petits groupes de spadassin arabe et de frondeur ainsi que des esclaves. Il n'utilise aucune arme de siège.
Son économie repose sur le commerce et sur la production de bois. Il a le facteur peur le plus positif du jeu. Malgré son faible potentiel militaire, il est difficile de l'affamé car il nourrit son peuple uniquement en achetant la nourriture au marché et non en la produisant.
Le Calife utilise beaucoup d'esclaves, mais aussi des spadassins arabes, des archers montés et des catapultes pour ses attaques. Pour son château, il construit des tours de guet et entoure ses murs de pièges et de fosses empoissées, ainsi que de balistes incendiaires.
Le Shérif : Cette anglais orgueilleux se prétend plus fort qu'il ne l'est en réalité. Sa forteresse petite et peu puissante est défendue seulement par deux tours moyenne remplit chacune d'archer européen n'utilisant pas de brasier le rend vulnérable face à des troupes puissantes (spadassins, massiers, piquier, chevalier, bélier...). Ce guerrier est méfiant est préfère envoyer ses chevaliers près de la forteresse ennemie et en profite pour détruire vos bâtiments mal protégés. Il attaque rarement. Lorsqu'il attaque, il utilise quelques catapultes et/ou trébuchets, quelques spadassins et des archers.

#### Les cinq seigneurs de Warchest
Parmi ces cinq nouveaux personnages se trouvent trois seigneurs arabes : le Wazir, d'apparence proche du calife, use de stratégies proches de celles de Saladin, tandis que l'émir est plus une variante guerrière du sultan. Le Nizar recours quant à lui à des techniques de défense et de combats inédites, n'envoyant au combat que de nombreuses hordes d'assassins et préférant les douves aux murs pour isoler sa ville. Les deux autres seigneurs sont des croisés : le marchéchal, vieux général à la retraite, déjà vu sous les trais de Sir Longarm dans Stronghold, est un adversaire de niveau plutôt moyen qui use de troupes similaires à celles de Richard Cœur de Lion mais est affligé d'une lenteur comparable à celle de L'empereur Frederic. Reste enfin l'abbé, original en ce sens que son infanterie est exclusivement composée de moines noirs. Le joueur aura l'occasion de croiser ces personnages très régulièrement au cours de la seconde piste du croisé, elle aussi uniquement disponible dans la version Warchest du jeu.

## Accueil
Le jeu écope généralement de bonnes, voire de très bonnes réactions de la part des médias spécialisés. Le score Metacritic est ainsi de 78 % sur 14 critiques recensées.
Le gameplay est globalement très apprécié. Gamekult note par exemple qu'il est « plus incisif » que celui de Stronghold. Le journaliste d'IGN trouve le jeu très divertissant et loue l'équilibre entre la gestion économique et les combats, bien qu'il note le peu de changements par rapport à Stronghold.
Le mode multijoueur est vu comme « fortement réhaussé » par Gamekult, celui-ci permettant de faire des parties avec à la fois des humains et des IA.
Le contenu plus fourni que dans le premier jeu, et notamment la cinquantaine de niveaux du mode Escarmouche contre des IA permet une très bonne durée de vie d'après IGN et Gamekult.
Dans les aspects les moins appréciés figure l'aspect graphique. Ainsi Gamekult qualifie ainsi la technique d'« un peu en retrait » et IGN trouve les graphismes peu impressionnants.

## Suites
Le jeu suivant de la série, Stronghold 2, sort en 2005.
En 2008 sort une version étendue appelée Stronghold: Crusader Extreme. Elle comprend une nouvelle piste des croisés avec 20 missions à la difficulté très élevée, ainsi que quatre nouveaux seigneurs et quelques nouveaux pouvoirs tactiques. Au niveau des fonctionnalités, des nouveaux ennemis contrôlés par IA font leur apparition, et la limite d'unités sur le champ de bataille passe de 1000 à 10000. Ce jeu est globalement mal reçu par la critique, qui estime les ajouts trop mineurs et juge les visuels dépassés pour un jeu sortant en 2008.
Une version modernisée et adaptée aux écrans haute définition appelée Stronghold: Crusader HD sort en 2012. Celle-ci inclut la version Extreme.
Une suite, Stronghold Crusader 2 est publiée en 2014.
Début 2025, Firefly Studios annonce la sortie d'un remake appelé Stronghold Crusader: Definitive Edition, prévu pour juillet 2025.